# Charles Archaimbault
Charles Archaimbault, né en 1921 à Thouars et mort en 2001 à Créteil, est un ethnologue français, spécialiste de la culture lao.

## Publications
La bibliographie de Charles Archaimbault comporte de nombreux titres dont : 
- « La naissance du monde selon les traditions lao : le mythe de Khun Bulom », dans La naissance du monde, Paris, Seuil (Sources orientales), 1959, 383-416.
- La course de pirogues au Laos : un complexe culturel, Ascona, Artibus Asiae, 1972.
- Structures religieuses Lao (rites et mythes), Vientiane, Vithagna, 1973.
- Avec Georges Cœdès : Les trois mondes, UNESCO et École française d'Extrême-Orient, 1973[1].
- et biens d'autres ...